# Waltheria
- Commons
- Wikispecies

Waltheria L. é um género botânico pertencente à família Malvaceae.

## Sinonímia
- Sitella L. H. Bailey

## Espécies
- Waltheria acapulcensis
- Waltheria ackermanniana
- Waltheria acuminata
- Waltheria africana
- Waltheria alamosana
- Waltheria albicans
- Waltheria americana
- «Lista completa»

## Classificação do gênero
| Sistema | Classificação                        | Referência               |
| ------- | ------------------------------------ | ------------------------ |
| Linné   | Classe Monadelphia, ordem Pentandria | Species plantarum (1753) |